# Francisco Valdés
Francisco Segundo Valdés Muñoz (19. marts 1943 - 10. august 2009) var en chilensk fodboldspiller (offensiv midtbane) og -træner.
Valdés tilbragte hele sin 20 år lange karriere i hjemlandet, hvor han blandt andet var tilknyttet Colo-Colo, Unión Española og Santiago Wanderers. Længst tid spillede han hos Colo-Colo, hvor han var tilknyttet af tre forskellige omgange, og var med til at vinde to chilenske mesterskaber og én pokaltitel. Han er den mest scorende spiller i den chilenske ligas historie.
Valdés spillede desuden 50 kampe og scorede ni mål for det chilenske landshold. Han var en del af det chilenske hold, der deltog ved VM i 1966 i England, hvor han dog ikke kom på banen. Otte år senere var han også med til VM i 1974 i Vesttyskland, hvor han spillede alle chilenernes tre kampe.

## Titler
Primera División de Chile
- 1963 og 1972 med Colo-Colo

Copa Chile
- 1974 med Colo-Colo